# بيلي داون
بيلي داون (بالإنجليزية: Billy Down)‏ (22 يناير 1898 في المملكة المتحدة - 1977) هو لاعب كرة قدم بريطاني (وحمل سابقاً جنسية المملكة المتحدة لبريطانيا العظمى وأيرلندا) في مركز حراسة المرمى. لعب مع ليدز يونايتد ونادي بيرنلي ونادي توركي يونايتد ونادي دونكاستر روفرز وWigan Borough F.C. ‏.